# Tettigidea mexicana
Tettigidea mexicana är en insektsart som beskrevs av Hancock, J.L. 1915. Tettigidea mexicana ingår i släktet Tettigidea och familjen torngräshoppor. Inga underarter finns listade i Catalogue of Life.